# 张瑞 (1909年)
张瑞（1909年—2014年9月17日），中国人民解放军将领、中国人民解放军开国少将。

## 生平
浙江省浦江县人，1933年参加中国工农红军，1936年加入中国共产党。历任教员、训练处主任、分队长、中队长、营长、大队长、科长、副处长、通信主任、东北邮电管理总局局长、处长兼通信学校校长、华中电信管理局局长、中南军区三处处长兼通信学校校长、军委军务部副部长、总参军务部副部长、总参组织编制部副部长等职，参加了直罗镇、平型关、陆房、沂蒙山区反“铁壁合围”、辽沈戰役、平津戰役等战役战斗，参加了二万五千里长征。
曾任中国人民解放军总参谋部军务部副部长。1955年，授予中国人民解放军少将。
张瑞是中国人民政治协商会议第四、第五届全国委员会委员。他1955年被授予少将军衔，曾荣获二级八一勋章、二级独立自由勋章、一级解放勋章和一级红星功勋荣誉章。
因病医治无效，于2014年9月17日在北京逝世，享年105岁。。